# Малиновка (Поронайський міський округ)
Малиновка (рос. Малиновка) — село у Поронайському міському окрузі Сахалінської області Російської Федерації.
Населення становить 216 осіб (2013).

## Історія
З 1905 по 3 вересня 1945 року у складі губернаторства Карафуто Японії, відтак у складі Поронайського міського округу Сахалінської області.

## Населення
| 2002 | 2010 | 2013 |
| ---- | ---- | ---- |
| 392  | ↘261 | ↘216 |